# Зафер, Нуреттин
Нуреттин Зафер (тур. Nurettin Zafer) — турецкий борец вольного стиля, чемпион мира, призёр чемпионата Европы.

Старший брат Хайдара Зафера, чемпиона мира по вольной борьбе.

## Биография
Родился по одним данным — в 1916 году, в иле Дюздже, по другим — в 1920 году, в Болу. Был 8 ребёнком из девяти братьев и сестер в семье абхазских махаджиров.
Рос без отца, потому что его отец погиб во время войны в Чанаккале.
В 1949 году стал бронзовым призёром чемпионата Европы. В 1951 году выиграл чемпионат мира.

Его младший брат Хайдар Зафер, борец вольного и греко-римского стилей, также стал чемпионом мира по вольной борьбе 1951 года в весовой категории до 79 кг.
Скончался по одним данным — 25 июня 1991 года, по другим — в 1992 году.

## Интересные факты
Нуреттин Зафер и Хайдар Зафер являются первыми в истории борьбы родными братьями, ставшими чемпионами мира, в том числе на одном чемпионате. В следующий раз чемпионами мира на одном чемпионате стали:
 
- по греко-римской борьбе в 1973 году — братья-близнецы Юзеф Липень и Казимеж Липень.

- по вольной борьбе в 1982 году — братья-близнецы Анатолий Белоглазов и Сергей Белоглазов.

## Память
В Дюздже проводится турнир по вольной борьбе среди юношей памяти Нуреттина и Хайдара Заферов.